# Enotocleptes inermicollis
Enotocleptes inermicollis là một loài bọ cánh cứng trong họ Cerambycidae.